# Jamie Spence (Golfspieler)
Jamie Spence (* 26. Mai 1963 in Tunbridge Wells, Kent) ist ein englischer Profigolfer. Er trat 2003 die Nachfolge von Mark James als Vorsitzender des European Tour’s Tournament Committee an.

## Werdegang
Spence wurde 1985 Berufsgolfer und konnte sich seit 1990 mehr als ein Dutzend Mal unter den Top 100 der European Tour Order of Merit platzieren, wobei er 1992 sein bestes Ranking mit Platz 10 erreichte. Seine beiden Turniersiege errang Spence 1992 bei den angesehenen Canon European Masters und 2000 bei den Moroccan Open.
Er stand 1992 im siegreichen englischen Team beim Alfred Dunhill Cup in St Andrews. Im Jahr 2000 vertrat er sowohl im Dunhill Cup als auch im WGC-World Cup die englischen Farben.
Der eingeschworene FC Arsenal Anhänger ist seit 1990 mit seiner Frau Sally Ann verheiratet und hat zwei Söhne.

## European Tour Siege
- 1992 Canon European Masters
- 2000 Moroccan Open

## Teilnahmen an Teambewerben
- Alfred Dunhill Cup: 1992 (Sieger), 2000
- WGC-World Cup: 2000